# Isla de los Alacranes
La isla de los Alacranes se encuentra ubicada en el lago de Chapala, en el estado de Jalisco. Pertenece al municipio de Chapala.
Es llamada así debido a que su forma es similar a la de un escorpión.
Desde el 4 de julio de 2017 la isla de los Alacranes fue declarada como patrimonio cultural del estado de Jalisco, asimismo como patrimonio del pueblo huichol. La isla (a la cual llaman Xapawiyemeta) es considerada por este pueblo como centro ceremonial.